# Fufaika

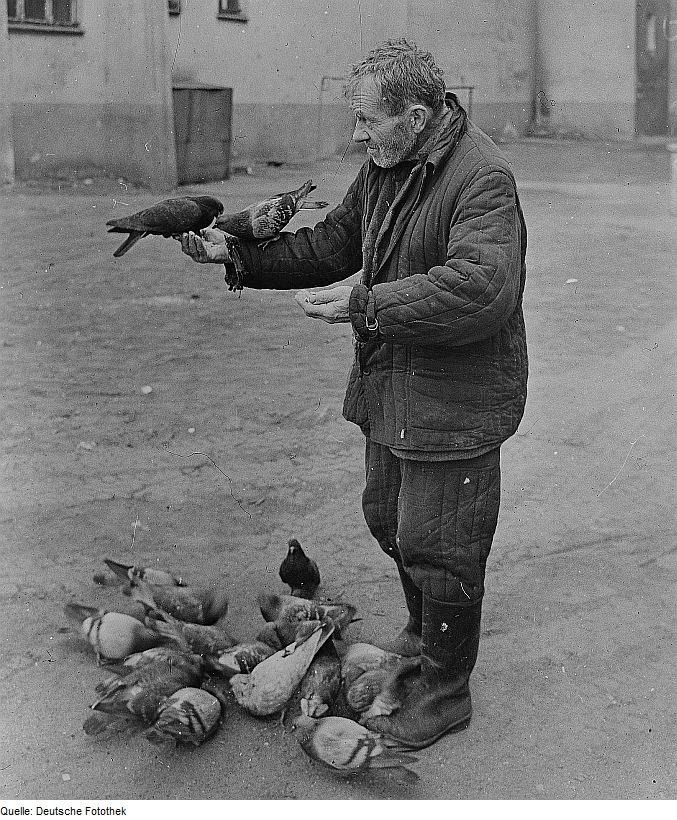
Mann in Fufaika

Fufaika (kyrillisch Фуфайка) ist die russische Bezeichnung für wattierte, bis eben über die Hüfte reichende Jacken, die in der Art von Steppdecken gefertigt sind. Zwischen innerem weicheren Futterstoff und leinenartig dicht gewebtem und damit strapazierfähigem einfarbigen Oberstoff befindet sich das wärmende oder isolierende Material, meist Vliesstoffe, das durch die Steppnähte gehalten wird.
Die Fufaika war ab Herbst bis in das Frühjahr hinein für die Werktätigen, Rotarmisten und die Kriegsgefangenen der UdSSR die meist getragene Oberbekleidung.
In älteren Wörterbüchern finden sich für Fufaika folgende Übersetzungen: (Teubner, И.Я. Павловский 1911, Langenscheidt 1911:) Kamisol, kurze wollenen Unterjacke; (VEB Enzyklopädie 1963:) Strickjacke, wohl nur wegen  der Wärme spendenden Funktion verwendet.